# Lago d’Ampola
Der Lago d’Ampola auch Laghetto d’Ampola ist ein See in den Gardaseebergen im Trentino. Er liegt etwa 2 km südwestlich von Tiarno di Sopra am Beginn des Val d’Ampola, wie das südwestliche zum Chiese abfallende Tal des Ledrotals bezeichnet wird. Der Ampolasee ist seit 1990 ein Naturschutzgebiet und gehört seit 1996 dem NATURA 2000 Netzwerk an.

## Entstehung und Geographie
Der etwa 400 m lange und 150 m breite See liegt auf einer Höhe vom 725 m s.l.m. an der Wasserscheide zwischen Chiese im Westen und Gardasee im Osten. Der im Durchschnitt nur 1,3 m tiefe See ist in Teilen von einem Flachmoorgebiet umgeben und neigt zur Verlandung. Aufgrund des starken Verwuchses ähnelt er mehr einem Weiher als einem See.
Der Ampolasee ist glazialen Ursprungs und bildete nach der letzten Kaltzeit mit dem Ledrosee eine einzige Seenfläche, die das Ledrotal von Molina di Ledro bis zum Ampola-Pass ausfüllte. Das Seebett wurde von einem Seitenarm des Etschgletscher ausgeschliffen, in dem sich, begünstigt durch die Moränenreste am östlichen Ende bei Molina di Ledro und durch den Schwemmkegel des Rio Visi am westlichen Ende, Wasser ansammelte. Die aus den Seitentälern des Ledrotals kommenden Fließgewässer haben schließlich durch Sedimentation zur Verlandung des ursprünglichen durchgehenden Seebetts geführt und die beiden Seen getrennt.

## Fischfauna
Im Lago d’Ampola sind folgende Fischarten anzutreffen: Elritze, Europäischer Aal, Flussbarsch, Hecht, Karpfen, Rotfeder und Schleie.

## Sonstiges
Bei Kanalarbeiten 1967 wurde in der Nähe des Sees die Reste eines etwa 3500 Jahre alten Einbaums gefunden, ähnlich der Einbäume wie man sie an der Pfahlbautensiedlung am Ledrosee entdeckt hat.

## Bilder

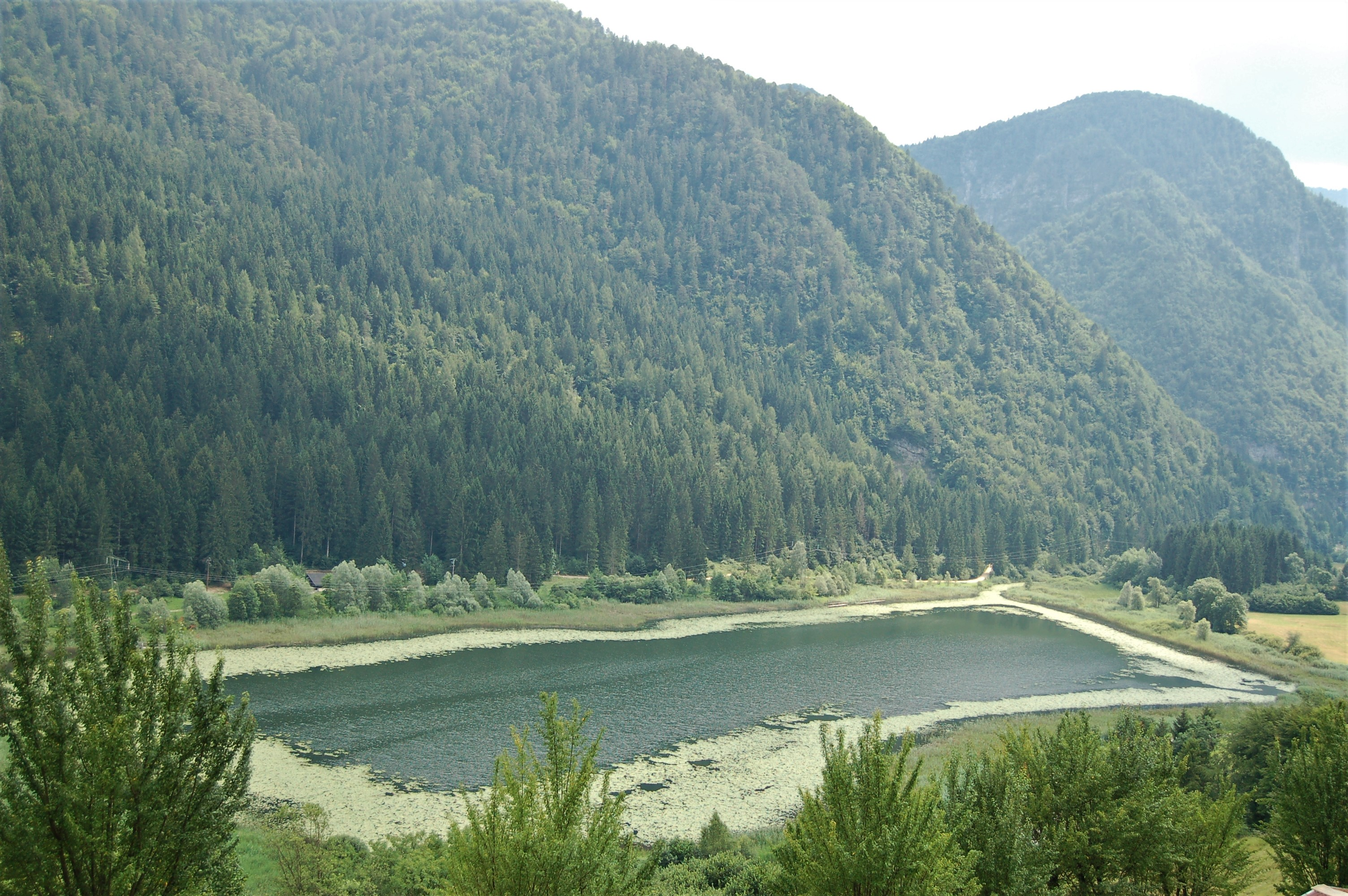
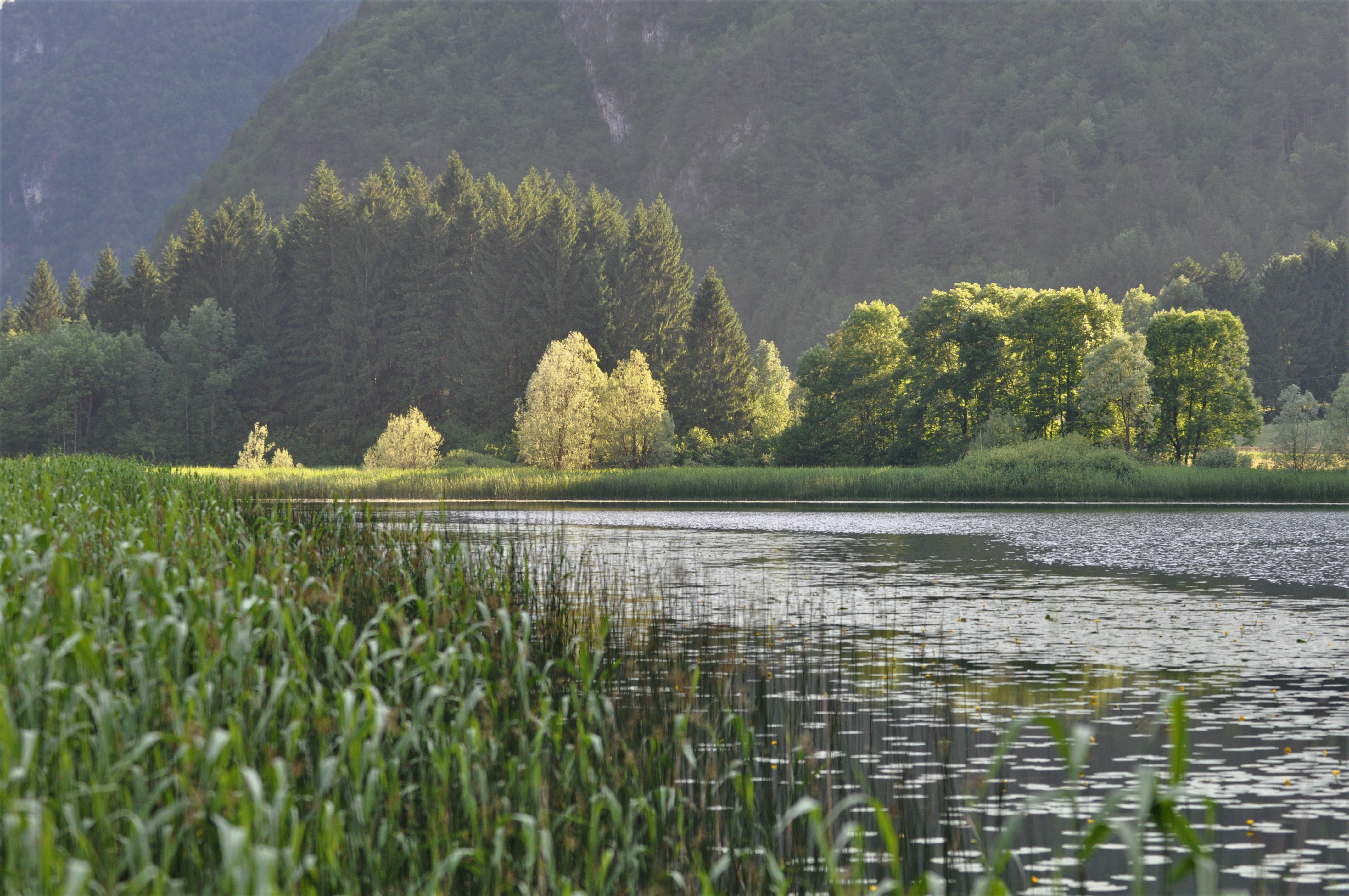
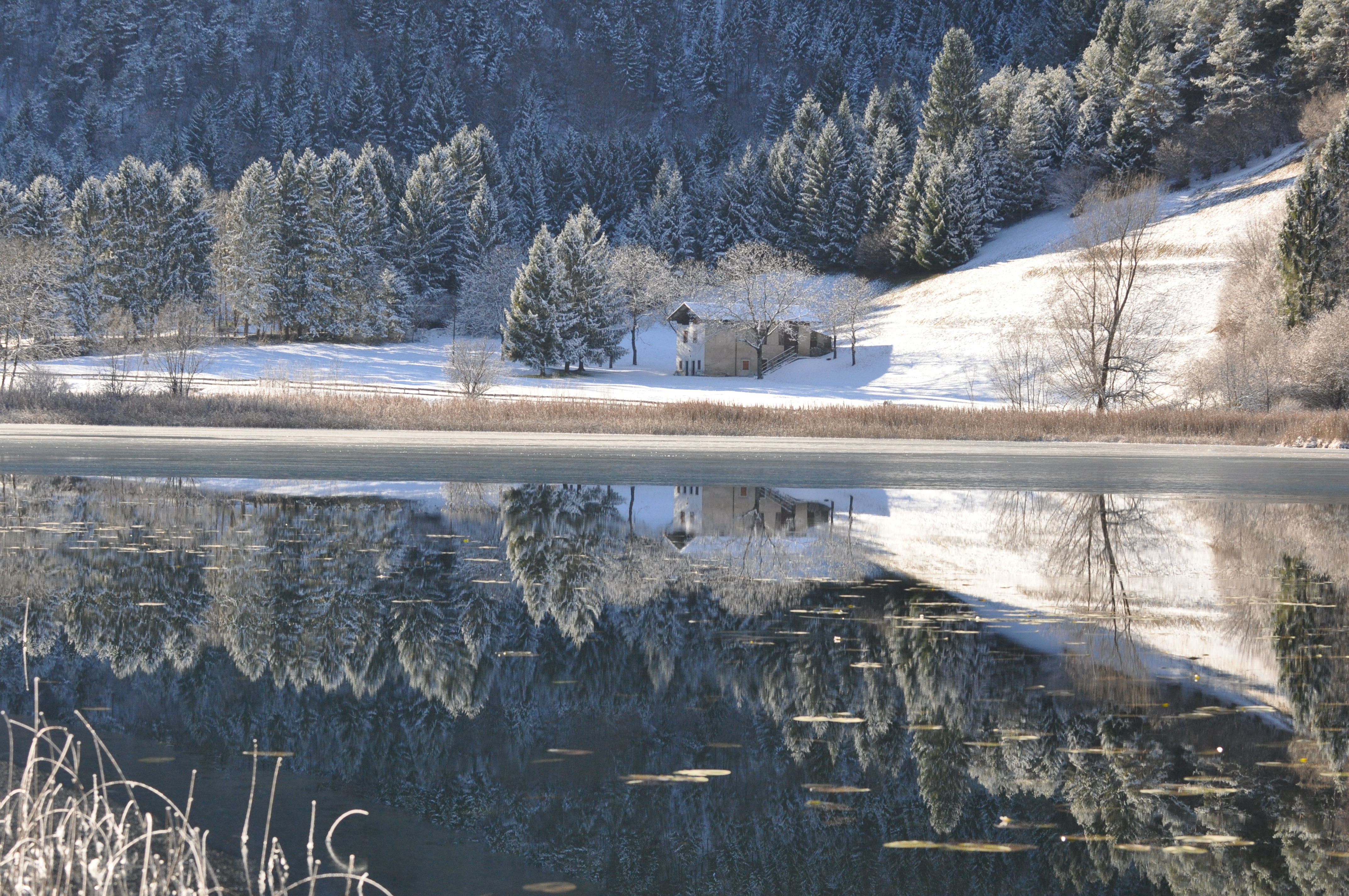
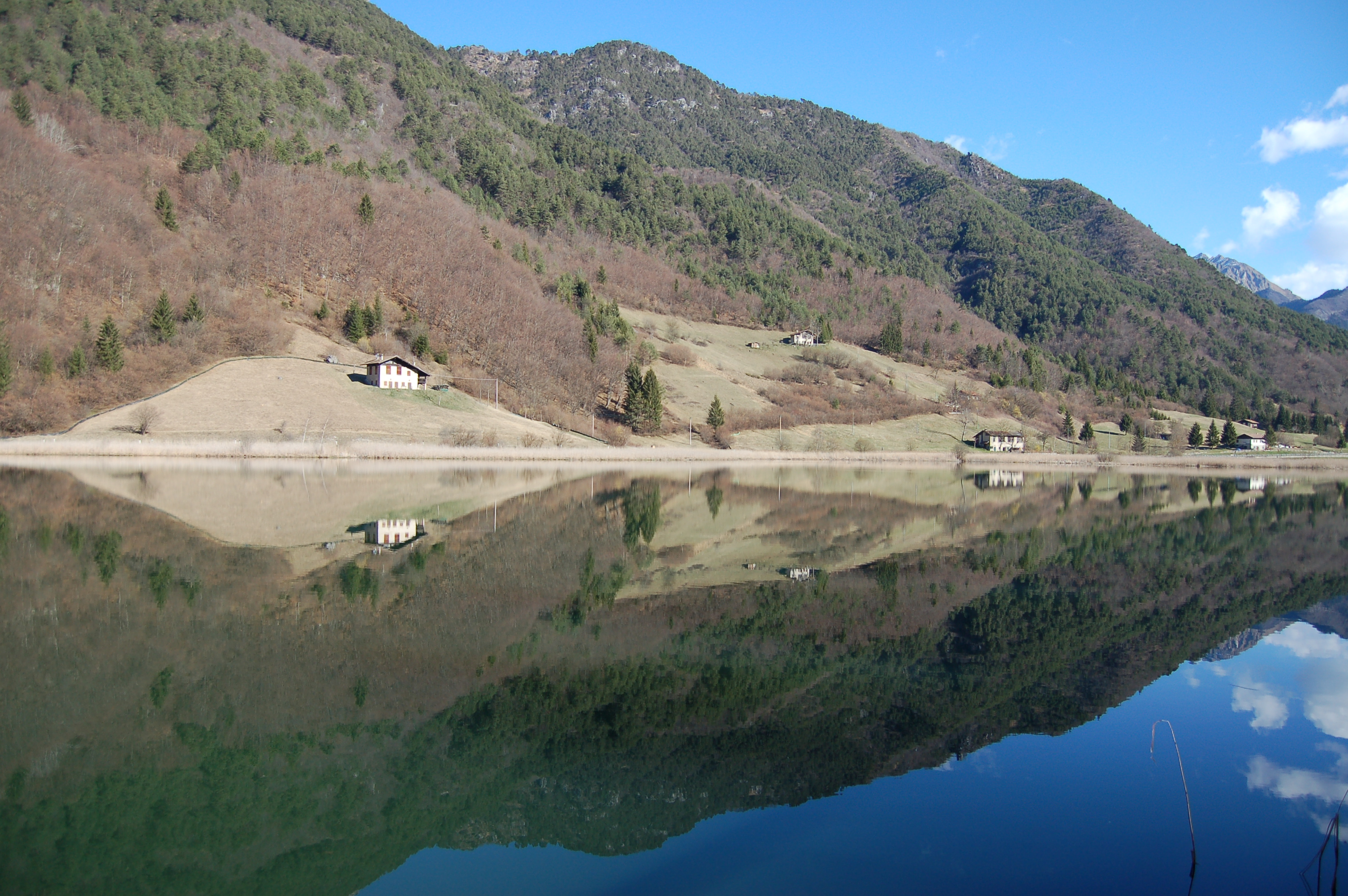